# Tupinambarana (otok)
Tupinambarana /='lažni Tupi (Indijanci)/ je jedan od najvećih riječnih otoka na svijetu u brazilskoj državi Amazonas. Njegovih 11,850 km² nalazi se u vodama rijeka Amazone i Uraría. Na otoku se nalazi gradić Parintins, poznat po svom kulturnom festivalu (Festival dos Bois-Bumbás) koji se održava posljednje tri većeri u mjesecu lipnju. Spektakla 'Volovski ples' se odvija između dvije grupe 'volova', ustvari preobučeni glumci: Garantido, bijeli vol s crvenim šeširom na svome čelu i Caprichoso ('kapriciozni), crni vol s plavom zvijezdom na čelu.  
Sredinom 17. stoljeća na otok dolaze Jezuiti i grade posebno naselje za pokrštavanje lokalni Tupi Indijanaca.
Otok je dobro je pošumljen. Još postoje ostaci sela koje su 1930. podigli japanski naseljenici pokušavajući uzgajati jutu.